# Chilei fütyülőréce
A chilei fütyülőréce (Mareca sibilatrix, korábban Anas sibilatrix) a madarak osztályának lúdalakúak (Anseriformes) rendjébe, a récefélék (Anatidae) családjába, azon belül a réceformák alcsaládjába és az úszórécék nemzetségébe tartozó faj.

## Előfordulása
Dél-Amerika déli részén elterjedt faj. Argentína, Paraguay, Uruguay, Chile, a Falkland-szigetek és Déli-Georgia és Déli-Sandwich-szigetek területén él.
Őshazájában intenzíven vadászott faj, állományai azonban stabilak, így nem tartozik a veszélyeztetett madarak közé.

## Megjelenése
A fej hátsó része mindkét ivarnál fémesen csillogó zöldes színű, ez a szín a hímnél élenkebb, mint a tojónál.
A hímek oldala rozsdavörös színű, a nősténynél foltos barna.
Háttollaik szürkések fehérrel csíkozva.
|  |  |

## Életmódja
Csendes vízű lagúnák, folyótorkolatok, a pampák kis édes- és sós vizű tavainak madara. A vízben tótágast állva keresgéli növényi eredetű táplálékát. A legdélebbre élő madarak vonulnak, a téli időszakban elindulnak észak felé és elérhetik Brazília déli vidékeit is

## Szaporodása
A chilei fütyülőrécék szeptember és december között költenek, amikor a déli féltekén tavasz van. 
A költőpárok igen kis revírt foglalnak maguknak a költésre.
Fészkét fűcsomók közé vagy bokrok alá rejti és növényi anyagokkal és tollal béleli ki. Fészekalja 8-10 világos krémszínű tojásból áll. 
A fiókák 25 napos költés után kelnek ki a tojásokból.
A fiókák fészekhagyók.

## Mint díszmadár

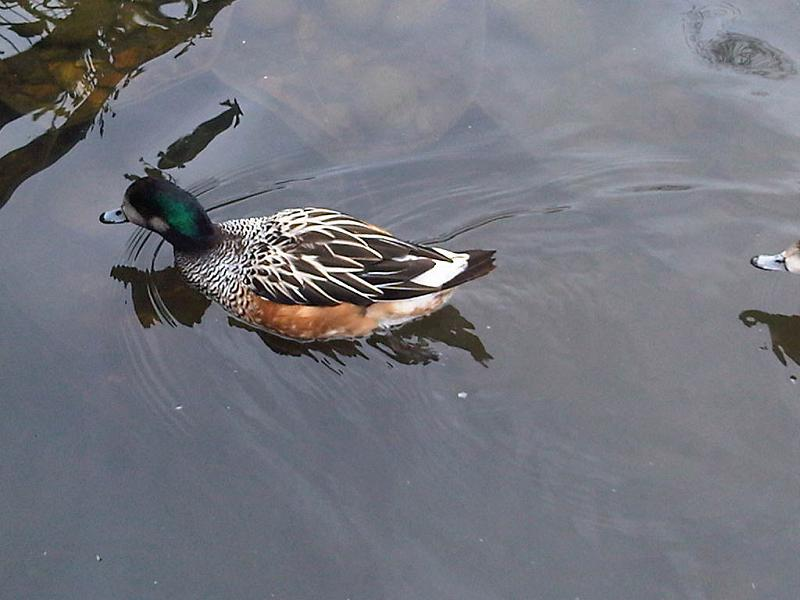
Mint díszmadarat számos parkban tartják

Az első chilei fütyülőrécéket 1870-ben hozták Európába Dél-Amerikából és hamarosan elkezdtek szaporodni az állatkertekben.
Manapság rendkívül tetszetős tollruhájuk miatt igen elterjedt díszmadaraknak számítanak.
Nagy az esély az egymással való kereszteződésnek, ha társas madárkertben tartjuk őket, ezért tanácsos egy tavon csak egy fajt tartani. Igénylik a zöldtakarmányt.[Forrás: Dr. Bogenfürst Ferenc: Kacsák; Gazda kiadó, Budapest, 1999]